# Vierge à l'Enfant avec saint Jean
Vierge à l'Enfant avec saint Jean – en italien Madonna con Bambino e san Giovannino – est un tableau réalisé vers 1500 par le peintre florentin Sandro Botticelli. Cette tempera sur bois est une Madone qui représente la Vierge Marie et le jeune Jean le Baptiste en adoration devant l'Enfant Jésus alors qu'assis sur un coussin il tient un livre ouvert. Il s'agit également d'une Vierge à la rose du fait de la présence au premier plan à droite, devant la mère du Christ, d'un vase contenant des roses. Cette peinture est conservée au musée des Beaux-Arts de Boston, dans le Massachusetts, aux États-Unis, depuis son acquisition en 1895.